# New Year Island (ö i Australien, Western Australia)
New Year Island är en ö i Australien. Den ligger i delstaten Western Australia, omkring 800 kilometer öster om delstatshuvudstaden Perth. Arean är 0,28 kvadratkilometer.
Den sträcker sig 0,7 kilometer i nord-sydlig riktning, och 0,5 kilometer i öst-västlig riktning.